# 上庄川
上庄川（かみしょうがわ）は、富山県氷見市を流れる二級河川。延長や流域面積において氷見市の河川では最大である。

## 特徴
流域は殆どが山間部である。上流部は地滑り地形が多いのが特色。下流では氷見平野の一部である上庄谷平地の田園地帯を通るが、河口部では氷見漁港のすぐ横という氷見市街地の至近を流れる。
川の水は主に農業用や消雪用に使われる。
氷見市立久目小学校ではニジマス取り体験が行われた。

## 地理
源流は宝達丘陵の坪池集落あたりにある。流域の大半は山間部で、上庄川の低平な谷底平野に集落が点在している。上流部には新第三紀中新世の地層の地滑り地形が見られ、一部は棚田になっている。

## 水害
この川は川幅が狭く蛇行していることから水害が起こりやすい。2005年7月には梅雨前線豪雨の影響により、19戸の浸水被害が生じたことから、治水安全度を高める必要性が指摘されている。

## 生態
魚種は主にウグイである。1974年の調査では、上流部の赤毛地区でウグイを中心にイワナやヤマメを含む3科6種、中流の川向橋付近でドンコやヨシノボリ類、珍しい物でカマツカなど10科21種を確認した。河口から6.5km上流にある昭和頭首工からは遡上が止められる為に魚の生育環境が変わり、下流の加納地区ではコイ・ゲンゴロウブナ・ギンブナなど8科16種が確認された。
テナガエビやスジエビと、それを捕食する多様な生物が確認され、良好な環境が維持されている。オオクチバスやブルーギルなどの特定外来種が生息し、生態系への影響が心配されている。

## 主な支流
- 桑院川
- 三尾川
- 論田川

## 主な橋梁
- 北の橋
- 比美乃江大橋